# Arévalo

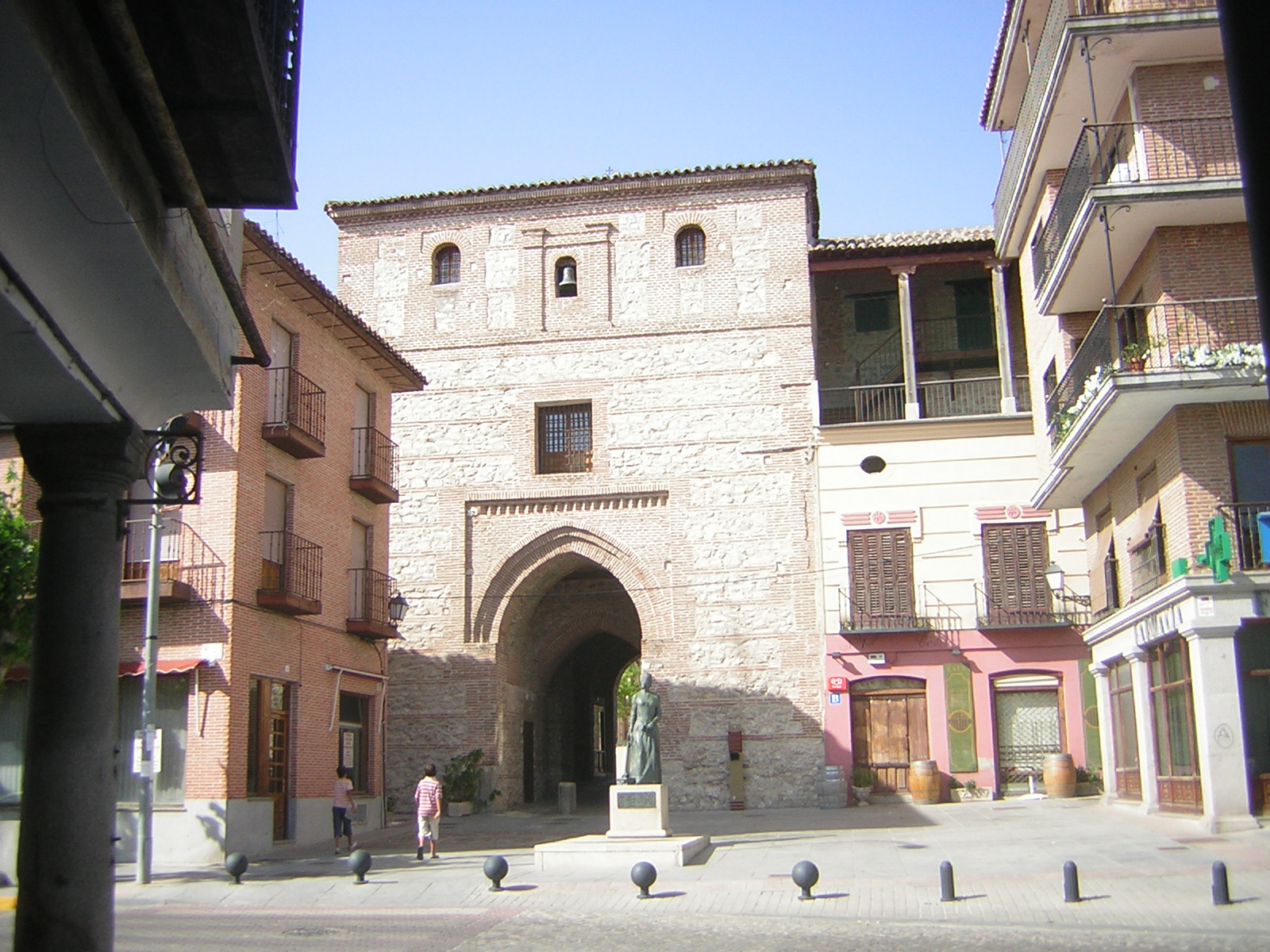

Arévalo là một đô thị trong tỉnh Ávila, Castilla và León, Tây Ban Nha.